# 省令 (イギリス)
イギリスにおける省令（しょうれい、 Ministerial Order）は、大臣によって制定される制定法の一形式である。
2013年より前においては、 1992年・1992年競争・役務（公益事業）法（施行第1号）令（Competition and Service (Utilities) Act 1992 (Commencement No. 1) Order 1992）の一例しかなかった。
当該省令は、1992年競争・役務（公益事業）法（Competition and Service (Utilities) Act 1992）第56条第(2)項によるものであるが、この規定は、閣内国務大臣（Secretary of State）が命令により（by order）施行日を決定することを認めていた。しかしながら、おそらく起草の際の手抜かりにより、この法律は、当該命令を1946年行政委任立法法 (Statutory Instruments Act 1946) の定める行政委任立法によって発すべき旨を規定しなかった。同様の方法で施行日を定める命令が発せられたことはなかったため、2013年より前は、これが唯一存在する「省令」となった。
2013年には、省令はより一般的な立法形式となった。2009年海上および沿岸アクセス法（Marine and Coastal Access Act 2009）に基づき、同年には27件が、2016年にはすでに33件が制定されている。また、2015年には、1991年水道業法（Water Industry Act 1991）202条に基づき、2015年下水事業（情報）（廃止）指示（The Sewerage Undertakers (Information) (Revocation) Direction 2015）が制定されている。